# Holger Czitrich-Stahl
Holger Czitrich-Stahl (* 6. November 1960 in Isenstedt) ist ein deutscher Historiker und Sachbuchautor.

## Leben und Wirken
Holger Czitrich (seit 1996 Czitrich-Stahl) absolvierte von 1980 bis 1989 an der Universität Bielefeld ein Lehramtsstudium für Geschichte und Sozialwissenschaft. Von  März 1992 bis November 2023 war er in Berlin als Lehrer tätig.
Während seiner Schulzeit am Söderblom-Gymnasium in Espelkamp arbeitete er an der sozialistischen Schülerzeitung Klassenbuch  mit und war Mitglied der Sozialistischen Schülergruppe Espelkamp und der Jungsozialisten in der SPD. Er war Mitglied der Sozialdemokratischen Partei Deutschlands (SPD) von 1978 bis 1983 und von 1990 bis 2006. Im Studium engagierte er sich im Sozialistischen Hochschulbund (SHB), später im Marxistischen Studentenbund (MSB Spartakus) und war von 1983 bis 1989 Mitglied der Deutschen Kommunistischen Partei (DKP). Mit einer politischen Biographie des sozialdemokratischen Juristen Arthur Stadthagen (1857–1917) wurde Czitrich-Stahl 2014 an der Fernuniversität Hagen zum Dr. phil. im Fach Geschichte promoviert. Sein Doktorvater war Peter Brandt.
Er schreibt über die Geschichte der deutschen Arbeiterbewegung im deutschen Kaiserreich, während der Novemberrevolution sowie während der Weimarer Republik, außerdem die Frühgeschichte der Bundesrepublik Deutschland. Weiterhin publizierte er über den deutschen Konservatismus und über den Beitrag der SPD zur Entstehung des Bürgerlichen Gesetzbuches (BGB). Er ist Mitglied des Förderkreises Archive und Bibliotheken zur Geschichte der Arbeiterbewegung und seit 2018 dessen Vorsitzender. Seit dem September 2021 ist er für die Partei DIE LINKE stellvertretendes Mitglied des Kuratoriums der „Stiftung Archive der Parteien und Massenorganisationen der DDR“ (SAPMO) im Bundesarchiv.
Czitrich-Stahl gehört zu den regelmäßigen Autoren von Arbeit – Bewegung – Geschichte, wo er seit Oktober 2020 auch Redaktionsmitglied ist, Z. Zeitschrift Marxistische Erneuerung, Beiträge zur Geschichte der Arbeiterbewegung und der Tageszeitung Junge Welt.

## Veröffentlichungen (Auswahl)
Monografien
- Konservatismus und nationale Identität in der Bundesrepublik Deutschland. Lang Verlag, Frankfurt am Main / Bern / New York / Paris 1989, ISBN 3-631-41788-8.
- „Gott mit uns?“ – Kulturrevolution als konservative Therapie für eine gespaltene Gesellschaft im Zeitalter der Globalisierung. GRIN Verlag, München 2007, ISBN 978-3-638-92792-5.
- Arthur Stadthagen – Anwalt der Armen und Rechtslehrer der Arbeiterbewegung. Biographische Annäherungen an einen beinahe vergessenen sozialdemokratischen Juristen. Lang Verlag, Frankfurt am Main / Berlin 2011, ISBN 978-3-631-61636-9.
- Arthur Stadthagen. Parlamentarier, Sozialdemokrat, Wegbereiter des Arbeitsrechts. Hentrich & Hentrich, Berlin 2018, ISBN 978-3-95565-258-6.
- Der Oppositionelle. Georg Ledebour (1850–1947): Linksliberaler, Sozialdemokrat, Linkssozialist. Metropol Verlag, Berlin 2024, ISBN 978-3-86331-741-6.

Herausgeberschaften
- Arthur Stadthagen – Ausgewählte Reden und Schriften 1890–1917. Peter Lang Verlag, Frankfurt am Main 2015, ISBN 978-3-631-65416-3.

Aufsätze
- Arthur Stadthagen – der erste sozialdemokratische Jurist im Deutschen Reichstag. In: JahrBuch für Forschungen zur Geschichte der Arbeiterbewegung. Heft III/2009, S. 69–94.
- Der Konservatismus in der Nachkriegszeit oder: nicht nur 60 Jahre CDU/CSU. In: Katrin Möbius, Holger Czitrich-Stahl, Tanja Sterian, Matthias Gottschalk: Erfolgsgarant CSU. Was die Partei so erfolgreich macht. Grin-Verlag, Norderstedt 2013, ISBN 978-3-95687-078-1, S. 83–107.
- Zur Geschichte der Bernauer Arbeiterbewegung 1848–1900. In: JahrBuch für Forschungen zur Geschichte der Arbeiterbewegung. Heft I/2013, S. 137–151.
- „Gleiches Recht für Alle!“ Die deutsche Sozialdemokratie und die Entstehung des Bürgerlichen Gesetzbuches 1896. In: Arbeit – Bewegung – Geschichte. Heft II/2016, S. 26–43.
- Georg Ledebour: Revolutionär, Sozialist, Mensch und Kämpfer, Novemberrevolutionär. In: Uli Schöler, Thilo Scholle (Hrsg.): Weltkrieg – Spaltung – Revolution. Sozialdemokratie 1916–1922. Verlag J.H.W. Dietz, Bonn 2018, ISBN 978-3-8012-4260-2, S. 243–254.
- Revolution in der Hauptstadt und ihrer Presse: Berlin 1918/19. In: Detlef Lehnert (Hrsg.): Revolution 1918/19 in Preußen. Großstadtwege in die Demokratiegründung. Metropol Verlag, Berlin 2019, ISBN 978-3-86331-464-4, S. 39–117.
- Die falsche Vaterschaft des Ludwig Erhard. Die Entstehung der „Sozialen Marktwirtschaft“ 1948/49 und ihre Mystifizierung als Staatsräson der BRD in der Ära Adenauer. In: Stefan Bollinger, Reiner Zilkenat (Hrsg.): Zweimal Deutschland. Soziale Politik in zwei deutschen Staaten. Edition Bodoni, Neuruppin 2020, ISBN 978-3-947913-08-4, S. 161–172.
- „Wir wollen nie die Zugehörigkeit zur Internationalen vergessen!“ Eduard Bernstein und der Internationalismus. In: Horst Heimann, Hendrik Küpper, Klaus-Jürgen Scherer (Hrsg.): Geistige Erneuerung links der Mitte. Der Demokratische Sozialismus Eduard Bernsteins. Schüren Verlag, Marburg 2020, ISBN 978-3-7410-0267-0, S. 103–115.
- Zwischen Mitbestimmung und Räterevolution. Die Auseinandersetzungen um das Betriebsrätegesetz vom 4. Februar 1920. In: Detlef Lehnert (Hrsg.): Konfliktdemokratie 1920. Politische, sozioökonomische und kulturelle Polarisierung in großstädtischer Tagespresse. Metropol Verlag, Berlin 2022, ISBN 978-3-86331-641-9, S. 47–81.